# Communauté de communes Cœur d'Estuaire
La communauté de communes Cœur d'Estuaire est une ancienne intercommunalité française, située dans le département de la Loire-Atlantique et de la région Pays de la Loire. Elle est dissoute le 31 décembre 2016.
Elle était membre du pôle métropolitain Nantes - Saint-Nazaire.

Son siège était situé :
1 Cours d'Ar Mor 44360, Saint-Étienne-de-Montluc
Ce bureau abrite actuellement le siège secondaire et l'administration de certains services comme par exemple la compétence Enfance et Jeunesse de la nouvelle Communauté de communes Estuaire et Sillon.

## Composition
La communauté de communes Cœur d'Estuaire était composée des trois communes suivantes :
| Nom                              | Code Insee | Gentilé       | Superficie (km2) | Population (dernière pop. légale) | Densité (hab./km2) |
| -------------------------------- | ---------- | ------------- | ---------------- | --------------------------------- | ------------------ |
| Saint-Étienne-de-Montluc (siège) | 44158      | Stéphanois    | 57,57            | 7 163 (2016)                      | 124                |
| Cordemais                        | 44045      | Cordemaisiens | 37,20            | 3 567 (2014)                      | 96                 |
| Le Temple-de-Bretagne            | 44203      | Templiers     | 1,60             | 1 898 (2014)                      | 1 186              |

## Historique
Après plusieurs années administrée sous forme d'un syndicat intercommunal à vocations multiples (SIVOM), la structure est passée au statut de communauté de communes en décembre 2002. Les missions sont axées sur le développement et d'aménagement de l'espace ayant un intérêt pour chaque commune membre.
La communauté de communes a engagé des actions concernant, entre autres, le développement économique, le centre aquatique Aquamaris, la collecte et le traitement des ordures ménagères, l'assainissement des eaux usées, le multi-accueil, le relais assistante maternelle, les activités proposées à la jeunesse.
En 2011, Cœur d'Estuaire a créé deux parcs d'activités destinés aux entreprises de l'éco-construction et de l'habitat écologique, premières concentrations de ce type : la Folaine (60 ha) et le Bois de la Noue (30 ha). La communauté de communes a acquis et viabilisé ces terrains.
En 2016 à cause de la loi NOTRe, elle est contrainte de fusionner avec la communauté de communes Loire et Sillon afin de créer la Communauté de communes Estuaire et Sillon par arrêté préfectoral du 22 décembre 2016 qui entre en vigueur le 1er janvier 2017.

### Les présidents
| Période       | Période              | Identité         | Étiquette | Qualité                          |
| ------------- | -------------------- | ---------------- | --------- | -------------------------------- |
| décembre 2002 | février 2003 (décès) | Jacques Fairand  |           | Maire de Cordemais (1989 → 2003) |
| mars 2003     | avril 2014           | Bernard Moisière | DVD       | Adjoint au maire de Cordemais    |
| avril 2014    | décembre 2016        | Joël Geffroy     | DVD       | Maire de Cordemais (2003 → 2020) |

## Compétences
La communauté de communes, conformément au code général des collectivités territoriales, est amenée à assumer des actions dans des domaines de différents niveaux, appelés « compétences », parmi lesquelles on peut relever des actions de développement économique (aménagement, gestion et entretien), d'organisation de l'espace et de l'utilisation des sols (aménagement de zones d'aménagement concerté, d'aménagement rural), d'assainissement des eaux usées, etc.